# Nana Krüger
Nana Krüger (* 1962 in Bad Säckingen) ist eine deutsche Schauspielerin.

## Leben
Krüger wurde als drittes Kind einer italienischen Mutter und eines deutschen Vaters in Bad Säckingen geboren, sie wuchs zunächst in Hongkong auf, ehe die Familie 1972 in die Schweiz zog. An der Schauspielakademie Zürich wurde sie ausgebildet, um dann zunächst überwiegend Theater zu spielen. So war sie von 1988 bis 1992 am Staatstheater Darmstadt engagiert, nachfolgend bis 1995 am Theater Oberhausen. Sie wechselte danach an das Schauspielhaus Zürich, wo sie bis 1997 auf der Bühne stand. Es folgten Engagements am Volkstheater Wien und 1999 am Maxim Gorki Theater Berlin.
Seit 1998 ist Nana Krüger auch im Fernsehen und Kino zu sehen. So drehte sie in der Schweiz den Kinofilm Vollmond von Fredi Murer und übernahm in Deutschland Episodenrollen in TV-Serien wie etwa Im Namen des Gesetzes und Die Motorrad-Cops – Hart am Limit. 1999 nahm sie zeitweilig Schauspielunterricht im Rahmen des Hollywood Acting Workshop. Auch war sie zu dieser Zeit in der RTL-Serie Hinter Gittern – der Frauenknast auf dem Bildschirm.
Von 2001 bis 2006 spielte Krüger durchgehend die Rolle der Polizeioberkommissarin Cora Winkler in der RTL-Krimiserie Abschnitt 40. Dies brachte ihr 2004 eine Nominierung für den Deutschen Fernsehpreis ein. Zwischenzeitlich war sie 2005 in der italienisch-schweizerischen Kinoproduktion Undercover auf der Leinwand. Es folgte 2006 eine Schweizer TV-Produktion mit Namen Alles bleibt anders. 2007 war sie in der ARD neben Dieter Pfaff in Bloch – Der Kinderfreund zu sehen. Danach nahm sie eine Gastrolle in der SOKO Wismar im ZDF an, ehe 2008 die Dreharbeiten für ihre aktuelle Fernseharbeit begannen.
2009 war Nana Krüger in der ARD-Montagabendserie Geld.Macht.Liebe zu sehen. Sie verkörperte darin die melodramatische Rolle der Boutiquebesitzerin Isabelle von Norden.
Im Sommer und Herbst 2010 spielte sie die Rolle der „Karen“ im Stück „Eine Familie“ von Tracy Letts am Ernst Deutsch Theater in Hamburg. 2012 spielte sie in der zweiten Luzerner Folge der Tatort-Reihe in der Folge mit dem Titel Skalpell mit.
Sie lebt in Berlin, ist verheiratet, und Mutter einer Tochter. Neben der Schauspielerei arbeitet sie als Aufstellerin.